# Championnat d'Asie du Sud-Est de football
Le Championnat de l'Asie du Sud-Est de football (AFF Championship, anciennement ASEAN Football Championship) est le championnat de football des nations membres de l'Association des nations de l'Asie du Sud-Est (ASEAN). Il a été créé en 1996 sous le nom de Tiger Cup (Coupe du Tigre), d'après la bière singapourienne Tiger Beer, produit de son sponsor principal, Asia Pacific Breweries. Il a porté ce nom jusqu'à l'édition 2004. En 2008, il a été renommé AFF Suzuki Cup, du nom du fabricant de motos Suzuki. En 2022, il est renommé AFF Mitsubishi Electric Cup puis ASEAN Mitsubishi Electric Cup en 2024.

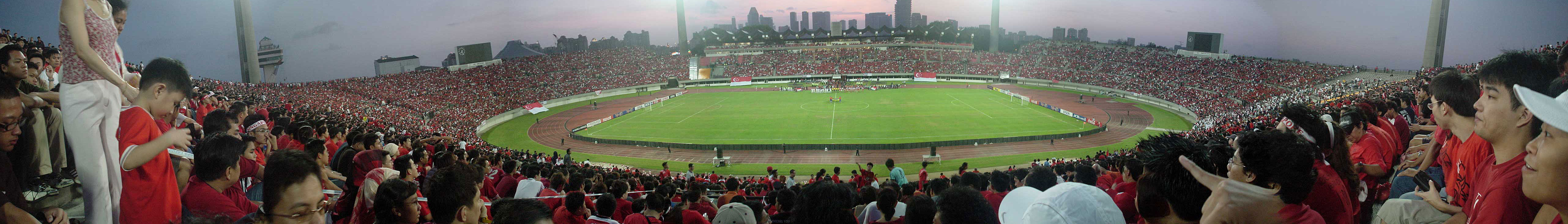
Vue du stade national de Singapour, avant la finale de la Tiger Cup 2004

La compétition débute par des matchs de poule, puis les 2 meilleurs de chaque groupe vont en demi-finales, puis en finale. Depuis l'édition 2004 (en), les demi-finales et la finale se disputent sur deux matchs (aller et retour).

L'ancien logo de la compétition reprend la graphisme et les couleurs de la Tiger Beer.

## Palmarès
| 1996 Détails | Singapour           | Thaïlande                                 | 1–0                                          | Malaisie  | Viêt Nam  | 3–2                                          | Indonésie |
| 1998 Détails | Viêt Nam            | Singapour                                 | 1–0                                          | Viêt Nam  | Indonésie | 3–3 après prolongation (5-4) aux tirs au but | Thaïlande |
| 2000 Détails | Thaïlande           | Thaïlande                                 | 4–1                                          | Indonésie | Malaisie  | 3–0                                          | Viêt Nam  |
| 2002 Détails | Indonésie Singapour | Thaïlande                                 | 2–2 après prolongation (4–2) aux tirs au but | Indonésie | Viêt Nam  | 2–1                                          | Malaisie  |
| 2004 Détails | Malaisie Viêt Nam   | Singapour                                 | 3–1 2–1                                      | Indonésie | Malaisie  | 2–1                                          | Birmanie  |
| 2004 Détails | Malaisie Viêt Nam   | gagne 5–2 sur l'ensemble des deux matchs. |                                              |           | Malaisie  | 2–1                                          | Birmanie  |

À partir de 2007, il n'y a plus de match pour la troisième place.
| 2007 Détails | Singapour Thaïlande  | Singapour                                 | 2–1 1–1 | Thaïlande | Malaisie et Viêt Nam    | Malaisie et Viêt Nam    | Malaisie et Viêt Nam    |
| 2007 Détails | Singapour Thaïlande  | gagne 3–2 sur l'ensemble des deux matchs. |         |           | Malaisie et Viêt Nam    | Malaisie et Viêt Nam    | Malaisie et Viêt Nam    |
| 2008 Détails | Indonésie Thaïlande  | Viêt Nam                                  | 2–1 1–1 | Thaïlande | Indonésie et Singapour  | Indonésie et Singapour  | Indonésie et Singapour  |
| 2008 Détails | Indonésie Thaïlande  | gagne 3–2 sur l'ensemble des deux matchs. |         |           | Indonésie et Singapour  | Indonésie et Singapour  | Indonésie et Singapour  |
| 2010 Détails | Indonésie Viêt Nam   | Malaisie                                  | 3–0 1–2 | Indonésie | Philippines et Viêt Nam | Philippines et Viêt Nam | Philippines et Viêt Nam |
| 2010 Détails | Indonésie Viêt Nam   | gagne 4–2 sur l'ensemble des deux matchs. |         |           | Philippines et Viêt Nam | Philippines et Viêt Nam | Philippines et Viêt Nam |
| 2012 Détails | Malaisie Thaïlande   | Singapour                                 | 3–1 0–1 | Thaïlande | Malaisie et Philippines | Malaisie et Philippines | Malaisie et Philippines |
| 2012 Détails | Malaisie Thaïlande   | gagne 3–2 sur l'ensemble des deux matchs. |         |           | Malaisie et Philippines | Malaisie et Philippines | Malaisie et Philippines |
| 2014 Détails | Singapour Viêt Nam   | Thaïlande                                 | 2–0 2–3 | Malaisie  | Philippines et Viêt Nam | Philippines et Viêt Nam | Philippines et Viêt Nam |
| 2014 Détails | Singapour Viêt Nam   | gagne 4–3 sur l'ensemble des deux matchs. |         |           | Philippines et Viêt Nam | Philippines et Viêt Nam | Philippines et Viêt Nam |
| 2016 Détails | Birmanie Philippines | Thaïlande                                 | 1–2 2–0 | Indonésie | Birmanie et Viêt Nam    | Birmanie et Viêt Nam    | Birmanie et Viêt Nam    |
| 2016 Détails | Birmanie Philippines | gagne 3–2 sur l'ensemble des deux matchs. |         |           | Birmanie et Viêt Nam    | Birmanie et Viêt Nam    | Birmanie et Viêt Nam    |

À partir de l'édition 2018 (en), un nouveau format est appliqué. Les neuf équipes les mieux classées se qualifient automatiquement, les 10e et 11e équipes disputent un match de qualification aller-retour. Les 10 équipes restant sont divisées en deux groupes de cinq et jouent selon un système de tournoi rotatif, chaque équipe jouant deux matches à domicile et deux à l'extérieur. Un tirage au sort sera effectué pour déterminer où les équipes évoluent alors que le format des phases à élimination directe restera inchangé. Cependant, l'édition 2021 (en) verra la compétition être décalée d'un an (au lieu de 2020) et l'ensemble des matchs, du premier tour à la finale, se dérouler dans un seul pays centralisé, en l'occurrence Singapour, tandis que les 10e et 11e devaient s'affronter lors d'une seule rencontre qualificative (finalement annulée par le forfait de Brunei), en raison de restrictions sanitaires liées à la pandémie de Covid-19.
| 2018 Détails | ASEAN     | Viêt Nam                                  | 2–2 1–0 | Malaisie  | Philippines et Thaïlande | Philippines et Thaïlande | Philippines et Thaïlande |
| 2018 Détails | ASEAN     | gagne 3–2 sur l'ensemble des deux matchs. |         |           | Philippines et Thaïlande | Philippines et Thaïlande | Philippines et Thaïlande |
| 2021 Détails | Singapour | Thaïlande                                 | 4–0 2–2 | Indonésie | Singapour et Viêt Nam    | Singapour et Viêt Nam    | Singapour et Viêt Nam    |
| 2021 Détails | Singapour | gagne 6–2 sur l'ensemble des deux matchs. |         |           | Singapour et Viêt Nam    | Singapour et Viêt Nam    | Singapour et Viêt Nam    |
| 2022 Détails | ASEAN     | Thaïlande                                 | 2–2 1–0 | Viêt Nam  | Indonésie et Malaisie    | Indonésie et Malaisie    | Indonésie et Malaisie    |
| 2022 Détails | ASEAN     | gagne 3-2 sur l'ensemble des deux matchs. |         |           | Indonésie et Malaisie    | Indonésie et Malaisie    | Indonésie et Malaisie    |
| 2024 Détails | ASEAN     | Viêt Nam                                  | 2–1 3–2 | Thaïlande | Philippines et Singapour | Philippines et Singapour | Philippines et Singapour |
| 2024 Détails | ASEAN     | gagne 5-3 sur l'ensemble des deux matchs. |         |           | Philippines et Singapour | Philippines et Singapour | Philippines et Singapour |

## Classement par édition
| Équipe         | 1996                    | 1998                    | 2000                    | 2002                | 2004                | 2007                | 2008                | 2010                | 2012                | 2014   | 2016   | 2018   | 2021   | 2022   | 2024   |
| -------------- | ----------------------- | ----------------------- | ----------------------- | ------------------- | ------------------- | ------------------- | ------------------- | ------------------- | ------------------- | ------ | ------ | ------ | ------ | ------ | ------ |
| Australie      | Non membre de l'AFF     | Non membre de l'AFF     | Non membre de l'AFF     | Non membre de l'AFF | Non membre de l'AFF | Non membre de l'AFF | Non membre de l'AFF | Non membre de l'AFF | Non membre de l'AFF | ×      | ×      | ×      | ×      | ×      | ×      |
| Birmanie       | 1er t.                  | 1er t.                  | 1er t.                  | 1er t.              | 4e                  | 1er t.              | 1er t.              | 1er t.              | 1er t.              | 1er t. | 1/2 f. | 1er t. | 1er t. | 1er t. | 1er t. |
| Brunei         | 1er t.                  | q                       | ×                       | ×                   | ×                   | q                   | q                   | ×                   | q                   | q      | q      | q      | ×      | 1er t. | q      |
| Cambodge       | 1er t.                  | q                       | 1er t.                  | 1er t.              | 1er t.              | q                   | 1er t.              | q                   | q                   | q      | 1er t. | 1er t. | 1er t. | 1er t. | 1er t. |
| Indonésie      | 4e                      | 3e                      | F                       | F                   | F                   | 1er t.              | 1/2 f.              | F                   | 1er t.              | 1er t. | F      | 1er t. | F      | 1/2 f. | 1er t. |
| Laos           | 1er t.                  | 1er t.                  | 1er t.                  | 1er t.              | 1er t.              | 1er t.              | 1er t.              | 1er t.              | 1er t.              | 1er t. | q      | 1er t. | 1er t. | 1er t. | 1er t. |
| Malaisie       | F                       | 1er t.                  | 3e                      | 4e                  | 3e                  | 1/2 f.              | 1er t.              | C                   | 1/2 f.              | F      | 1er t. | F      | 1er t. | 1/2.f  | 1er t. |
| Philippines    | 1er t.                  | 1er t.                  | 1er t.                  | 1er t.              | 1er t.              | 1er t.              | q                   | 1/2 f.              | 1/2 f.              | 1/2 f. | 1er t. | 1/2 f. | 1er t. | 1er t. | 1/2 f. |
| Singapour      | 1er t.                  | C                       | 1er t.                  | 1er t.              | C                   | C                   | 1/2 f.              | 1er t.              | C                   | 1er t. | 1er t. | 1er t. | 1/2 f. | 1er t. | 1/2 f. |
| Thaïlande      | C                       | 4e                      | C                       | C                   | 1er t.              | F                   | F                   | 1er t.              | F                   | C      | C      | 1/2 f. | C      | C      | F      |
| Timor oriental | Province de l'Indonésie | Province de l'Indonésie | Province de l'Indonésie | ×                   | 1er t.              | q                   | q                   | q                   | q                   | q      | q      | 1er t. | 1er t. | q      | 1er t. |
| Viêt Nam       | 3e                      | F                       | 4e                      | 3e                  | 1er t.              | 1/2 f.              | C                   | 1/2 f.              | 1er t.              | 1/2 f. | 1/2 f. | C      | 1/2 f. | F      | C      |

Légende : 
- C : Vainqueur
- F : Finaliste
- 3e : Troisième
- 4e : Quatrième
- 1/2 f. : Demi-finaliste
- 1er t. : Premier tour
- q : éliminé en qualifications
- × : Ne participe pas / Forfait / Suspendu

## Statistiques

### Tableau des médailles
| Pays        | Vainqueur | Finaliste | Demi-finaliste | Titres                                   |
| ----------- | --------- | --------- | -------------- | ---------------------------------------- |
| Thaïlande   | 7         | 4         | 2              | 1996, 2000, 2002, 2014, 2016, 2021, 2022 |
| Singapour   | 4         | 0         | 3              | 1998, 2004, 2007, 2012                   |
| Viêt Nam    | 3         | 2         | 8              | 2008, 2018, 2024                         |
| Malaisie    | 1         | 3         | 6              | 2010                                     |
| Indonésie   | 0         | 6         | 4              |                                          |
| Philippines | 0         | 0         | 5              |                                          |
| Birmanie    | 0         | 0         | 2              |                                          |

### Bilan
Dernière mise à jour : 2024
| Classement | Pays           | Participation | Matches | V  | N  | D  | Bp  | Bc  | Diff | Pts |
| ---------- | -------------- | ------------- | ------- | -- | -- | -- | --- | --- | ---- | --- |
| 1          | Thaïlande      | 15            | 94      | 59 | 20 | 15 | 213 | 108 | +105 | 197 |
| 2          | Viêt Nam       | 15            | 87      | 48 | 23 | 16 | 182 | 83  | +99  | 167 |
| 3          | Indonésie      | 15            | 80      | 39 | 18 | 23 | 193 | 134 | +59  | 135 |
| 4          | Singapour      | 15            | 72      | 35 | 17 | 20 | 126 | 78  | +48  | 122 |
| 5          | Malaisie       | 15            | 79      | 35 | 17 | 27 | 136 | 93  | +43  | 122 |
| 6          | Birmanie       | 15            | 54      | 16 | 9  | 29 | 66  | 119 | -53  | 57  |
| 7          | Philippines    | 14            | 54      | 13 | 7  | 34 | 62  | 67  | -5   | 46  |
| 8          | Cambodge       | 10            | 38      | 7  | 1  | 30 | 46  | 118 | -72  | 22  |
| 9          | Laos           | 14            | 49      | 2  | 8  | 39 | 39  | 181 | -142 | 14  |
| 10         | Brunei         | 2             | 8       | 1  | 0  | 7  | 3   | 37  | -34  | 3   |
| 11         | Timor oriental | 4             | 16      | 0  | 0  | 16 | 9   | 68  | -59  | 0   |

### Bilan des qualifications
Dernière mise à jour : 2024
| Classement | Pays           | Participation | Matches | V  | N | D  | Bp | Bc | Diff | Pts |
| ---------- | -------------- | ------------- | ------- | -- | - | -- | -- | -- | ---- | --- |
| 1          | Laos           | 7             | 24      | 15 | 4 | 5  | 52 | 36 | +16  | 49  |
| 2          | Cambodge       | 7             | 24      | 9  | 6 | 9  | 38 | 40 | -2   | 33  |
| 3          | Birmanie       | 3             | 10      | 8  | 2 | 0  | 19 | 4  | +15  | 26  |
| 4          | Philippines    | 4             | 13      | 6  | 4 | 3  | 27 | 12 | +15  | 22  |
| 5          | Brunei         | 7             | 24      | 6  | 3 | 16 | 38 | 55 | -17  | 21  |
| 6          | Timor oriental | 8             | 25      | 5  | 2 | 18 | 36 | 67 | -31  | 18  |
| 7          | Singapour      | 1             | 2       | 2  | 0 | 0  | 4  | 0  | +4   | 6   |